# Подкрепление (психология)
Подкрепление — в широком смысле, любое событие, стимул, действие, реакция или информация, которые, если следуют за реакцией, служат увеличению относительной частоты или вероятности возникновения этой реакции.
Понятие «подкрепление» по-разному используется в разных подходах к изучению  поведения. В классическом обусловливании — это ассоциация, образующаяся посредством неоднократного объединения условного стимула с безусловным стимулом; в  оперантном научении — ассоциация, образующаяся, когда за оперантной реакцией следует подкрепляющий стимул.

## Типы подкрепления
По характеру подкрепляющих стимулов выделяют:
- первичные подкрепляющие стимулы, или прямые физические вознаграждения, и вторичные способы подкрепления, то есть нейтральные стимулы, которые ассоциируются с первичными подкрепляющими средствами и таким образом сами выступают в качестве поощрения[3].
- положительное подкрепление — это усиление поведения (подкрепление), происходящее за счет возникновения некоторого стимула или события; как правило, можно интерпретировать как стимулы, которые субъект хочет усилить или продлить своим поведением;
- отрицательное подкрепление — это усиление поведения, происходящее за счет исчезновения некоторого неприятного стимула или события; происходит при наличии стимулов, действие которых субъект хочет ослабить или прекратить (например, поднять зонт, чтобы перестать намокать под дождем), изменив поведение.

Стоит отметить, что положительное и отрицательное подкрепление не являются наказанием. Наказание — это возникновение неприятного стимула или исчезновение приятного.
Отрицательное подкрепление не является наказанием, так как наказание осуществляется после поведенческого акта и не дает возможности изменить поведение в текущий момент.

## Отличия подкрепления от поощрения[4]
- Подкрепление является связью между поведением и последствиями, а поощрение — объектом. В некоторых ситуациях материальные или символические поощрения используются в качестве подкрепления, но сфера применимости поощрений ограничена, чтобы не вызывать зависимость от них.
- Поощрение не вполне поддается управлению самим человеком, а выдается ему извне.
- Подкрепление адресовано действию, а поощрение — человеку.